# 20 30 40
20 30 40 (distribuida como Las tres edades del amor en Hispanoamérica y como Tres vidas y un sueño en España) es una película de drama, comedia y romance dirigida y protagonizada por Sylvia Chang. Estrenada el 11 de marzo de 2004, la obra presenta un enfoque íntimo y conmovedor sobre las vidas de tres mujeres en diferentes etapas de su existencia: a los 20, 30 y 40 años, quienes deben enfrentarse a complejos desafíos emocionales y profesionales en la moderna ciudad de Taipéi (Taiwán). Junto a Chang, el elenco principal incluye a René Liu y Angelica Lee, quienes dan vida a estas historias entrelazadas que exploran el amor, la identidad y los sueños.

## Argumento
La narrativa de 20 30 40 sigue la vida de tres mujeres, cada una en un momento crucial de su desarrollo personal y profesional. Xiao Jie, de 20 años, es una joven de Malasia que llega a Taiwán con la esperanza de convertirse en cantante. Su travesía se entrelaza con Yi Tong, otra aspirante a estrella, mientras ambas navegan los desafíos de la juventud, la competencia y la ambición en el mundo de la música.
Xiang Xiang, de 30 años, trabaja como azafata y vive un triángulo amoroso con un médico casado y un joven técnico de sonido, mientras lucha por equilibrar su vida personal y profesional.
Por otro lado, Lily, quien representa la década de los 40 años, se enfrenta al desmoronamiento de su vida familiar y profesional al descubrir un doloroso secreto que la empuja al divorcio y a cuestionar su propia identidad y aspiraciones.

## Reparto
El elenco incluye:
- Sylvia Chang como Lily Zhao.
- René Liu como Xiang Xiang.
- Angelica Lee como Xiao Jie.
- Tony Leung Ka-fai como Jerry Chang.

## Producción
La película fue producida por Hsu Li-kong y Patricia Cheng, y contó con la participación de Red on Red Productions y Tang Moon International Productions. El rodaje se llevó a cabo principalmente en Taipéi, capturando con detalle la vida urbana y cultural de la ciudad. Chang desempeñó un papel fundamental en la dirección y en la escritura del guion, colaborando con otros escritores como Cheuk Wan-chi y Cat Kwan Ho-Ming. El director de fotografía Chien Hsiang y la compositora Wong Wan-Ling complementaron la estética visual y sonora del filme.

## Nominaciones
20 30 40 fue seleccionada para representar a Taiwán en la categoría de Mejor Película Extranjera en los Premios Óscar de 2004, aunque no logró ser nominada oficialmente. La película, sin embargo, recibió menciones y reconocimiento en festivales de cine internacionales, destacando por su enfoque en las vidas femeninas y la dirección de Chang.

## Recepción
La película recibió críticas positivas por su enfoque innovador y la profundidad emocional con la que abordó los dilemas de sus personajes femeninos. En plataformas como Metacritic e IMDb, 20 30 40 ha sido elogiada por la crítica especializada, con menciones destacando la narrativa entrelazada y la dirección de Chang. Aunque no fue un éxito masivo en taquilla, con una recaudación internacional de 704 550 $, el filme encontró su lugar como una obra representativa del cine taiwanés contemporáneo.